# 洒落
洒落（しゃれ）とは、
- 気質や言動があか抜けていて、物事にこだわらないこと。当世風で粋なこと。気のきいていること。洒落（しゃらく; 別表記:灑落、→ウィクショナリー:洒落）。洒脱（しゃだつ）。
- 華やかに装うこと。また、派手な服装。粋な身なり。
- その場に興を添えるために言う滑稽な文句。ある文句をもじって言う地口。警句。冗談。
- 戯れてすること。冗談事。遊び。
- 遊郭などでの遊び。また、それになれていること。
- （得意になれるような）見ばえのよい物事。

を表す用語。
語源は、一説には、「曝れる（しゃれる）」、つまり「曝される（さらされる）」の意味で、曝されて余分なものがなくなったということからという。

## 洒落に関する言葉
- お洒落（おしゃれ）- 特に、服装や髪型、身なり、また空気感や雰囲気が洒落ていることを言う。
  - オサレ -「お洒落」の俗語で、揶揄的なニュアンスを含んだ表現とされる。
- 駄洒落（だじゃれ）- 出来の悪い洒落。ここでは地口のこと。
- 洒落女（しゃれおんな）- 遊女のこと。
- 洒落本（しゃれぼん）- 主に遊廓をテーマにした江戸中期の大衆文学。
- 洒落風（しゃれふう）- 芭蕉の弟子其角が興した俳諧の一派。
- 洒落味（しゃらあじ、しゃれあじ）- 工芸（着物、漆）のデザインの用語。
- お洒落番長（おしゃればんちょう）- グループの中でもファッションリーダーのこと。または、ファッションに強いこだわりを持った格段にオシャレな人物に与えられる称号のこと。
- マツダ・トリビュートの台湾名、｢マツダ・オシャレ｣。